# Böhler (Automobilhersteller)
Böhler war ein deutscher Automobilhersteller aus Riedlingen, der unter Leitung von Fidelis Böhler  zwischen 1941 und 1947 existierte.

## Böhler Monoplace
Der Böhler Monoplace, ein vierrädriger Kleinwagen mit nur einem Sitzplatz („Monoplace“), war nach dem Muster des Hanomag 2/10 PS konstruiert. Er wurde von einem Einzylinder-Zweitaktmotor von JLO mit 150 cm³ Hubraum über ein Dreiganggetriebe und eine Rollenkette angetrieben und hatte eine Lamellenkupplung.
Das Fahrzeug wurde zwischen 1941 und 1947 nur in einer kleinen Serie hergestellt. Der Preis lag anfangs bei 400 Reichsmark.